# Fornicia jarmilae
Fornicia jarmilae är en stekelart som beskrevs av Mason 1981. Fornicia jarmilae ingår i släktet Fornicia och familjen bracksteklar. Inga underarter finns listade i Catalogue of Life.